# Scotophilus kuhlii
Scotophilus kuhlii is een vleermuis uit het geslacht Scotophilus die voorkomt van Pakistan en Sri Lanka tot Taiwan, de Filipijnen en de Kleine Soenda-eilanden. Deze soort is soms bekend als S. temminckii. De soort S. collinus wordt soms ook tot deze soort gerekend. In de Filipijnen is de soort gevonden op de eilanden Biliran, Carabao, Catanduanes, Cebu, Cuyo, Guimaras, Leyte, Luzon, Maripipi, Mindanao, Negros, Palawan, Panay, Sibuyan en Ticao. Deze soort slaapt vaak in gebouwen. Hij komt voor in steden, landbouwgebieden en secundair regenwoud. Deze soort heeft een korte, bruine vacht. Twee exemplaren uit Timor hadden een kop-romplengte van 68 en 75 mm, een staartlengte van 46 en 45 mm, een voorarmlengte van 47,8 en 47,2 mm en een vleugelspanwijdte van 345 en 332 mm.